# Khaganato turco occidentale

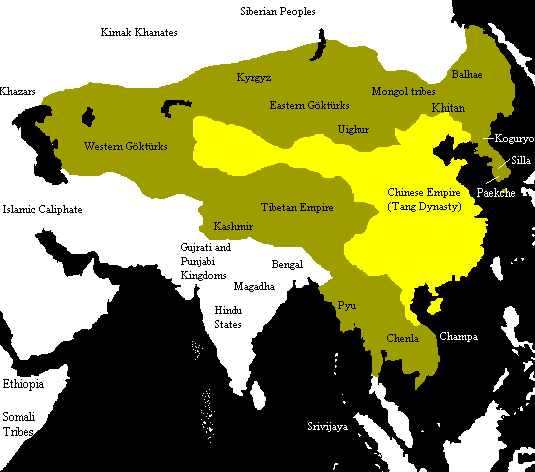
La Cina e i suoi Stati vassalli verso il 660 d.C.

Il Khaganato turco occidentale o Khaganato onoq (cinese: 西突厥; pinyin: Xi tūjué) si costituì al termine di un cruento conflitto all'inizio del VII secolo (600 – 603 d.C.) dopo che il Khaganato göktürk (fondato nel VI secolo nella Mongolia settentrionale dal clan Ashina) si frantumò in due parti: una orientale e una occidentale.
I Turchi occidentali (noti anche come Onoq, ossia "dieci frecce") intrattennero relazioni amichevoli con l'Impero bizantino al fine di espandere il loro territorio a spese del loro comune nemico, l'Impero sasanide. Nel 619 i Turchi occidentali invasero la Battriana ma furono respinti nel corso della Seconda guerra persiano-turca. Durante la Terza guerra persiano-turca, il khagan Tung Yabghu e suo nipote Buri-sad unirono le loro forze con quelle dell'imperatore Eraclio I e invasero con successo la Transcaucasia.
Le capitali del khaganato furono Navekat (la capitale estiva) e Suyab (la capitale principale), entrambe situate nella valle del fiume Ču (Kirghizistan), a est di Biškek. Il khaganato fu sopraffatto da forze cinesi al comando di Su Dingfang nel 658-659, ma finì sottomesso dall'Impero Tang soltanto tra il 655 e il 657, momento in cui si concretizzò la conquista Tang dei turchi occidentali.

## Storia

### Panoramica
Il primo Khaganato turco fu fondato da Bumin Qaghan nel 552 in Mongolia e si diffuse rapidamente ad ovest verso il Mar Caspio. Nel giro di 35 anni la metà occidentale e quella orientale erano indipendenti. Il Khaganato occidentale raggiunse il suo apice sotto Tong Yabghu Qaghan (618–630). Dopo l'omicidio di Tong vi furono conflitti tra le fazioni dei Dulu e dei Nushibi, che produssero molti khagan dalla vita breve e la perdita di una porzione dei territori. Dal 642 i Cinesi della dinastia Tang in espansione cominciarono ad interferire. I Tang distrussero il khaganato nel 657–659.

### 552-575: espansione occidentale
I Göktürk e i Mongoli furono i soli due imperi a dominare sia la steppa orientale che quella centrale. I Göktürk inoltre furono il primo impero della steppa ad essere in contatto con tre grandi civiltà agricole: Bisanzio, Persia e Cina. La loro espansione ad ovest dalla Mongolia è scarsamente documentata. Gumilëv fornisce il seguente resoconto.
Bumin diede l'Ovest a suo fratello minore Istämi (553-75). La campagna probabilmente cominciò nella primavera del 554 e apparentemente incontrò poca resistenza. Presero Semirechye ed entro il 555 avevano raggiunto il Mare d'Aral, probabilmente su un percorso dall'Oxus inferiore, attraverso il Syr Darya, a nord di Tashkent, alla punta occidentale del Tien Shan. Spinsero davanti a loro vari popoli: Chioniti, Uari, Uiguri e altri. Sembra poi che questi si siano fusi negli Avari che i Göktürk spinsero attraverso il Volga nel 558. (Questa gente attraversò la steppa occidentale e raggiunse l'Ungheria entro il 567.)
I Turchi allora si volsero a sudest. A quel tempo gli Unni bianchi dominavano il Bacino del Tarim, la Fergana, la Sogdia, la Battria e Merv, mentre i Persiani si trovavano approssimativamente alla loro attuale frontiera. Cosroe I fece pace con i Bizantini e si volse contro gli Unni bianchi. I combattimenti iniziarono nel 560 (le date sono incerte) dopo che gli Unni bianchi uccisero un ambasciatore turco per lo Scià. I Persiani ottennero una vittoria nel 562 e i Turchi presero Tashkent. Nel 565 gli Unni bianchi furono sconfitti a Karshi e si ritirarono in Battria dove rimasero dei nuclei fino alla conquista araba. I Turchi pretesero che gli Unni bianchi pagassero formalmente il tributo e quando questo fu rifiutato attraversarono l'Amu Darya, ma ci ripensarono e si ritirarono. Nel 571 fu tracciata una frontiera lungo l'Amu Darya, i Persiani espandendosi a est verso l'Afghanistan, mentre i Turchi ottennero, le città mercantili sogdiane e il loro controllo della Via della Seta.
Intorno al 567-576 (le fonti differiscono) i Turchi presero l'area tra il Mar Caspio e il Mar Nero.
Nel 568 presero parte della Battria.

### 575-630: ascesa e tramonto del Khaganato occidentale

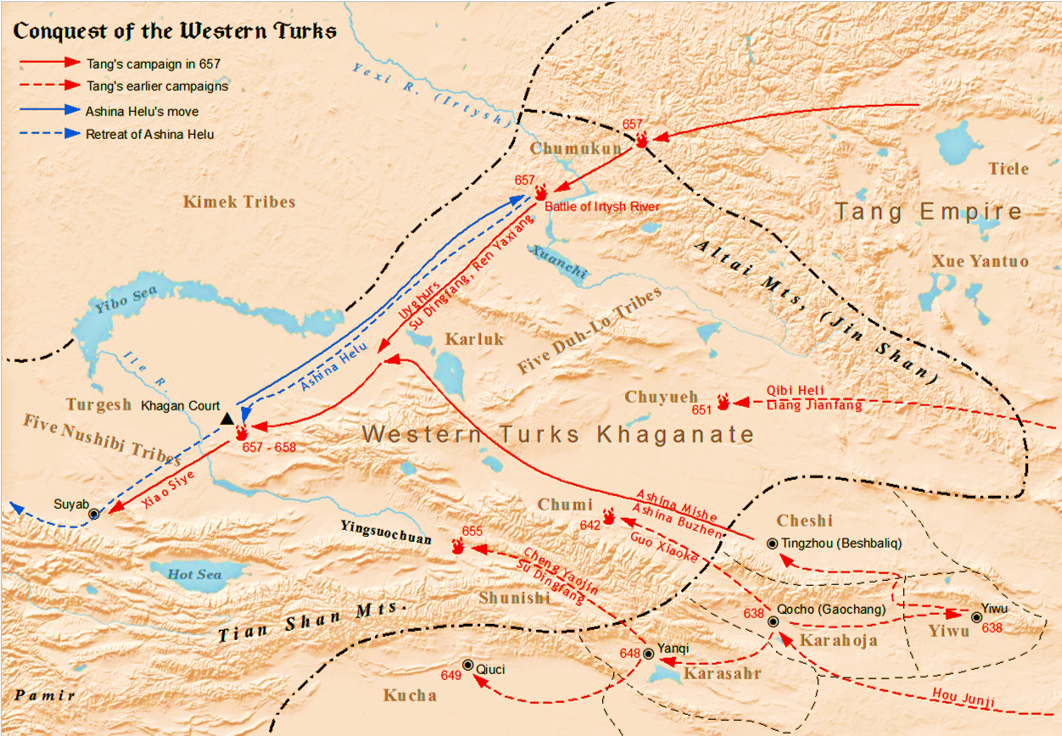
Conquista dei Tuchi occidentali da parte della dinastia Tang

Ishtami fu seguio da suo figlio Tardush (575-603). Intorno al 581 egli intervenne nella Guerra civile göktürk orientale. Nel 588-89 i Turchi furono sconfitti dai Persiani vicino ad Herat. Nel 599-603 Ishtami ottenne la parte orientale del Khaganato turco, ma dopo la sua morte le due parti furono definitivamente scisse. Heshana Khagan (603-611) fu scacciato dalla Zungaria fuori e poi sconfitto da Sheguy (610-617), il nipote di Tardush, che conquistò gli Altaj, riconquistò Tashkent e razziò Ishfahan.
Suo fratello Tong Yabghu Qaghan (618-630) fu il più grande dei khaghan. Governò dal Bacino del Tarim al Mar Caspio, incontrò il monaco buddhista Xuánzàng (probabilmente), mandò uomini a combattere i Persiani a sud del Caucaso e suo figlio Tardush Shad a combattere in Afghanistan. Nell'anno della sua morte i Cinesi rovesciarono il Khaganato orientale in Mongolia. Tong fu ucciso da suo zio Külüg Sibir (630) con il sostegno dei Dulo. I Nushibi misero il figlio di Tong, Irbis Bolun Cabgu (631-33), sul trono. I Nushibi si ribellarono e intronizzarono Dulu Khan (633-34) che fu seguito da Ishbara Tolis (634-38). Ci fu un conflitto tra Dulo e Nushibi e Yukuk Shad (638-42), figlio dell'ultimo khagan orientale, fu coinvolto. Le fazioni litigarono e i Nushibi e l'l'imperatore Taizong dei Tang insediarono sul trono Irbis Seguy (642-51). I Cinesi pretesero parte del Bacino del Tarim e allora si impadronirono di parte di esso, finché la guerra non fu fermata dalla morte di Taizong. Irbis fu rovesciato da Ishbara Qaghan (651-58) che, dopo circa sei anni di guerra, fu catturato dai Cinesi (vedi Conquista dei Turchi occidentali. Dopo di ciò vi furono vari khagan fantoccio. Nel 679-719 la vecchia capitale gokturca di Suyab fu una delle Quattro guarnigioni di Anxi. I Cinesi rimasero nell'area fino al tempo della ribellione di An Lushan (756).

## Relazioni con i Persiani e i Bizantini
Verso la fine del VI secolo, i Turchi consolidarono la loro posizione geopolitica in Asia centrale, come il fulcro del commercio tra Asia orientale e Asia occidentale - in cui la Persia e Bisanzio erano le potenze dominanti. Per gran parte di questo periodo, Istämi governò il khaganato da un campo invernale vicino Karasahr. Una cronologia dell'espansione verso ovest dei Turchi sotto Istämi potrebbe essere ricostruita come segue: 
- 552: Mongolia;
- 555: Lago d'Aral (probabilmente);
- 558: Volga (sconfiggendo gli Avari);
- 557-565: in alleanza con i Persiani, i Turchi schiacciarono gli Unni bianchi, dopo di che du tracciato un confine turco-persiano lungo l'Amu Darya, che durò diversi decenni;
- 564: Tashkent;
- 567-571: il Caucaso settentrionale;
- 569-571: i Turchi furono in guerra con la Persia;
- 576: una grande incursione nell'area del Mar Nero, compresa la Crimea.

Una prima legazione (o ambasciata) turca inviata a Costantinopoli visitò Giustino II nel 563. Un mercante sogdiano di nome Maniakh guidò una legazione turco-sogdiana a Costantinopoli nel 568, perseguendo il commercio e un'alleanza contro gli Avari e i Persiani. Un ufficiale bizantino di nome Zemarco accompagnò Maniakh nel suo viaggio di ritorno (Zemarco in seguito lasciò un resoconto pionieristico sui Turchi). Maniakh stavolta propose di aggirare i Persiani e riaprire una rotta diretta a nord del Caspio. Non è certo, ma se il commercio su questa rotta successivamente fosse aumentato, avrebbe beneficiato le città della Corasmia e del Mar Nero e avrebbe potuto avere qualcosa a che fare con la successiva ascesa dei Cazari e dei Rus'.
Il controllo dei Turchi sulle città mercantili sogdiane lungo l'Amu Darya dalla fine del VI secolo diede ai Turchi occidentali il controllo sostanziale della parte centrale della Via della Seta. Un generale cinese si lamentò del fatto che: "I Turchi di per sé sono di ingenui e miopi e tra loro possono essere facilmente suscitati dissidi. Sfortunatamente, vivono tra loro molti Sogdiani che sono furbi e insidiosi; ammaestrano e istruiscono i Turchi". Sinor vedeva l'alleanza bizantina come un piano sogdiano per avvantaggiarsi a spese dei Turchi. Un fatto correlato è che i Turchi orientali estorsero ai Cinesi come bottino una grande quantità di seta che doveva essere commercializzata verso ovest. Prima del 568, Maniakh, un importante mercante, visitò il regime persiano sasanide, nel tentativo di aprire il commercio; questa proposta fu rifiutata, apparentemente perché i Persiani volevano limitare il commercio da parte dei e con i Bizantini. Secondo quanto riferito, i membri di una seconda legazione turca in Persia furono avvelenati. Dal 569, i Turchi e la Persia furono in guerra, fino a quando i Turchi furono sconfitti vicino a Merv; le ostilità cessarono nel 571.
Nel 576, il generale Valentino guidò una missione bizantina da Turxanthos, un principe turco il cui campo era ad ovest del Caspio. Valentino voleva un'azione contro i Persiani e Turxanthos si lamentò che Bisanzio stava ospitando gli Avari. Valentino poi andò ad est per incontrare Tardu. Ciò che causò questa ostilità non è chiaro. Nel 576-77 un generale turco chiamato Bokhan e un utiguro chiamato Anagai catturarono la città bizantina di Panticapeo in Crimea, mentre fallirono in un assedio a Cherson. Questo segna l'estensione più occidentale del potere turco.
Una grande incursione nella Battria da parte dei Turchi, nel 588-589, fu sconfitta dai Sasanidi.
L'alleanza turco-bizantina fu riattivata negli anni 620 durante l'ultima grande guerra bizantina-persiana prima delle conquiste arabe. Nel 627 Tong Yabghu Qaghan mandò fuori suo nipote Böri Shad. I Turchi assaltarono la grande fortezza di Derbent sulla costa del Caspio, entrarono in Azerbaigian e in Georgia, fecero un bel po' di saccheggi e incontrarono l'imperatore bizantino Eraclio che stava assediando Tiflis. Quando l'assedio andò per le lunghe, i Turchi partirono ed Eraclio andò a sud, dove ottenne una grande vittoria sui Persiani. I Turchi tornarono, catturarono Tiflis e massacrarono la guarnigione. A nome dei Bizantini, un generale turco di nome Chorpan Tarkhan poi conquistò la maggior parte dell'Armenia. Che cosa i Turchi abbiano ottenuto da questa impresa non è chiaro.

## Gli Onoq o dieci tribù
Dell'origine degli Onoq si danno due resoconti contraddittori:
(Tongdian, 193 e Jiu Tangshu, 194)
(Tongdian, 193 e Jiu Tangshu, 194)
La prima enunciazione fa risalire la loro origine all'inizio del Primo Khaganato turco con Istämi, fratello minore di Tumen (Bumen), che aveva portato con lui le dieci tribù probabilmente dal Khaganato orientale in Mongolia e partì verso ad ovest per espandere il Khaganato. La data esatta dell'evento non fu registrata, e lo shanyu qui citato potrebbe essere Muhan Khan.
La seconda enunciazione lo identifica con Dielishi, che prese il trono nel 635 e cominciò a rafforzare lo stato confermando le dieci tribù iniziali e due ali tribali, in contrasto con la rotazione del governo tra le stirpi di Tumen (attraverso Apa) e di Istämi (attraverso Tardu) nel Khaganato occidentale. Da allora in poi, il nome "dieci tribù" (十姓) divenne come un riferimento abbreviato per i Turchi occidentali nelle cronache cinesi. Quelle divisioni non includevano le cinque maggiori tribù, che erano attive più a est delle dieci tribù.
Le tribù precedenti consistevano di otto tribù primarie governate da dieci capi in comando, dopo chiamate le on (dieci) oq (frecce) (十箭). Esse erano le cinque tribù Duolu (咄陆), e le tre tribù Nushibi (弩失毕). Le relazioni tra le dieci tribù e le élite dominanti erano divise in due gruppi. Le più aristocratiche tribù Duolu ad oriente, che detenevano il titolo di qur, e le Nushibi di rango inferiore ad occidente, che erano probabilmente formate inizialmente dai coscritti Tiele. Durante la riforma le più potenti tribù Nushibi come A-Xijie e Geshu erano suddivise in due gruppi tribali con un titolo maggiore e minore sotto un nome tribale fisso.